# Tamante
Tamante är en ort i Mexiko.   Den ligger i kommunen Tamuín och delstaten San Luis Potosí, i den centrala delen av landet, 280 km norr om huvudstaden Mexico City. Tamante ligger 42 meter över havet och antalet invånare är 221.
Terrängen runt Tamante är platt, och sluttar norrut. Runt Tamante är det ganska glesbefolkat, med 42 invånare per kvadratkilometer. Närmaste större samhälle är Tamuin, 8,1 km norr om Tamante. Omgivningarna runt Tamante är en mosaik av jordbruksmark och naturlig växtlighet.